# Radio Islam
Radio Islam var en svensk nynazistisk radiostation, der 1987-1990 vakte international opmærksomhed ved sin spredning af antisemitisk hadpropaganda. Stifteren Ahmed Rami blev i 1990 idømt seks måneders fængsel for hetz imod folkegrupper, og sendetilladelsen blev inddraget i et år. Stationen fik senere igen sendetilladelse med David Jansson som ansvarlig redaktør; Jansson idømtes dog i 1993 tre måneders fængsel for samme lovovertrædelse. I dag anvendes navnet af en hjemmeside.
Radio Islam forsøgte at camouflere sin antisemitisme som »indlæg i debatten om Mellemøsten« og støtte til den palæstinensiske kamp. Ironisk nok var Den Palæstinensiske Befrielsesorganisation PLO en af de første grupper, som tog afstand fra Rami og affærdigede ham som racist. »Ingen har bett Rami tala i Palestinas namn«, udtalte PLO's informationskontor i Stockholm, hvilket Rami besvarde med at kalde PLO for israelske agenter.
En rapport fra 2003, bestilt af Det Europæiske Observationscenter for Racisme og Fremmedhad, beskrev Radio Islam som et af flere "racistiske og fremmedfjendske websteder". Southern Poverty Law Center har beskrevet Ahmed Rami som en "vigtig allieret med IHR (Institute for Historical Review)" og "en vigtig fortaler for antisemitisme verden over". Stephen Roth Institute opregner det blandt flere "Holocaust-benægtelses- og/eller neonazistiske steder".